# アース (ニール・ヤング&プロミス・オブ・ザ・リアルのアルバム)
『アース』（Earth）は、2016年6月17日にリプリーズ・レコードからリリースされたニール・ヤングとプロミス・オブ・ザ・リアルのライブ・アルバム。2015年に行われたRebel Content Tourで録音されたこのアルバムは、ヤングとジョン・ハンロンによってプロデュースされ、スタジオでのオーバーダブと自然や動物の鳴き声によって補強されたライブ・パフォーマンスを収録している。

## 背景
ヤングはこのアルバムについて、「私の人生を通して歌った13曲を集めたもので、この地球で共に生きていくことについて書いた曲だ 」と語っている。このアルバムのミックスには、七面鳥、昆虫、カラス、雷などの自然や動物の鳴き声も含まれている。ヤングは、動物からインスピレーションを受けたという理由は、「彼らには堅苦しい雰囲気がない。彼らには憎しみやすべてがない」と。
ヤングはアルバムのプロモーションのため、ポッドキャスト『WTF with Marc Maron』に出演した。インタビューの中で、彼は『Earth』を「耳の映画」と表現し、ライブ・レコーディングのルールを破りたかったと語った。彼は、1992年の映画『ドラキュラ』で、カメラが空を飛ぶコウモリの視点を映し出すシーンについて語り、これがアルバムのインスピレーションになったと語った。彼は、アース・ヴァージョンの「アフター・ザ・ゴールド・ラッシュ」のフレンチ・ホーンのパートは、1970年のオリジナル・レコーディングのマスターテープから抜き出したもので、幻惑的な効果を狙ったものだと明かした。また、アースのバック・シンガーは、主にコマーシャル・ジングルを録音しているプロのボーカリストであることも明かした。彼はシンガーたちに、エクソンとモンサントについて楽観的に歌い、「美しい日のように聞こえるように 」と指示した。
『Newsweek』誌との電話インタビューに先立ち、ヤングのパブリシストはライターのザック・ションフェルドに、アルバムをPonoフォーマットで聴くように指示した。ヤングは、ショーンフェルドがアルバム全曲を聴いたとは思えなかったため、通話開始から3分でショーンフェルドの電話を切った。

## 評価
| 専門評論家によるレビュー | 専門評論家によるレビュー |
| 総スコア                 | 総スコア                 |
| 出典                     | 評価                     |
| ------------------------ | ------------------------ |
| Metacritic               | 66/100                   |
| レビュー・スコア         |                          |
| 出典                     | 評価                     |
| AllMusic                 | [ 7 ]                    |
| Entertainment Weekly     | B−                       |
| Pitchfork Media          | 6.5/10                   |
| Rolling Stone            | [ 10 ]                   |
| Exclaim!                 | 6/10                     |

レビュー集計サイトMetacriticでは、15件のレビューに基づいて100点満点中66点を獲得しており、「概ね好意的な評価」を示している。AllMusicに寄稿したスティーヴン・トマス・アールワインは、『アース』を「ヤングの純粋にインスパイアされた変人アルバムのひとつ」と呼び、「動物の鳴き声が『アース』に感染し、時にはギターを飲み込み、時にはリズムに乗ってさえずり、まさに自然とは正反対の効果をもたらしている」と書いている。ローリング・ストーン誌に寄稿したデイヴィッド・フリックは、その 「切迫した 」パフォーマンスを、「1991年のファーム・エイドでカットされたライヴ・ウェルドに、フリーダムのラスト・スタンドの熱狂を加えたもの 」と比較している。ピッチフォーク・メディアのサム・ソドムスキーは、「端的に言って、このアルバムは（動物の鳴き声が）ない方がいい」としながらも、「ヤングのソングライティングのテーマ的一貫性」とプロミス・オブ・ザ・リアルの「緩く安定したグルーヴ」のおかげで、アース全体は「驚くほどバランスが取れていて、よく考えられている」と書いている。Exclaim！誌のスチュアート・ヘンダーソンは、このアルバムを「またしても馬鹿げた音楽的声明」と呼び、その「納屋ベースのロックンロール」を批判した。

## 収録曲
全作詞、作曲 - ニール・ヤング
| #         | タイトル                          | 作詞      | 作曲・編曲 | 収録アルバム（オリジナル）       | 時間 |
| --------- | --------------------------------- | --------- | ---------- | -------------------------------- | ---- |
| 1.        | 「Mother Earth (Natural Anthem)」 |           |            | 傷だらけの栄光                   | 5:40 |
| 2.        | 「Seed Justice」                  |           |            |                                  | 3:58 |
| 3.        | 「My Country Home」               |           |            | 傷だらけの栄光                   | 6:02 |
| 4.        | 「The Monsanto Years」            |           |            | ザ・モンサント・イヤーズ         | 8:20 |
| 5.        | 「Western Hero」                  |           |            | スリープス・ウィズ・エンジェルズ | 4:03 |
| 6.        | 「Vampire Blues」                 |           |            | 渚にて                           | 5:55 |
| 7.        | 「Hippie Dream」                  |           |            | ランディング・オン・ウォーター   | 5:54 |
| 8.        | 「After the Gold Rush」           |           |            | アフター・ザ・ゴールド・ラッシュ | 4:09 |
| 9.        | 「Human Highway」                 |           |            | カムズ・ア・タイム               | 4:11 |
| 合計時間: | 合計時間:                         | 合計時間: | 48:12      |                                  |      |

| #         | タイトル                           | 作詞      | 作曲・編曲 | 収録アルバム（オリジナル） | 時間  |
| --------- | ---------------------------------- | --------- | ---------- | -------------------------- | ----- |
| 1.        | 「Big Box」                        |           |            | ザ・モンサント・イヤーズ   | 9:20  |
| 2.        | 「People Want to Hear About Love」 |           |            | ザ・モンサント・イヤーズ   | 5:20  |
| 3.        | 「Wolf Moon」                      |           |            | ザ・モンサント・イヤーズ   | 6:30  |
| 4.        | 「Love and Only Love」             |           |            | 傷だらけの栄光             | 28:04 |
| 合計時間: | 合計時間:                          | 合計時間: | 49:14      |                            |       |

## 参加アーティスト
ニール・ヤング + プロミス・オブ・ザ・リアル
- ニール・ヤング - リード・ヴォーカル、エレクトリック・ギター、アコースティック・ギター、ハーモニカ、ポンプ・オルガン、ピアノ
- ルーカス・ネルソン - ギター、ピアノ、バッキング・ヴォーカル
- マイカ・ネルソン - エレクトリック・ギター、エレクトリック・チャランゴ、バッキング・ヴォーカル
- コーリー・マコーミック - ベース・ギター、バッキング・ヴォーカル
- タトー・メルガー - パーカッション
- アンソニー・ロガーフォ - ドラム

参加アーティスト
- DRAM - アディショナル・ヴォーカル（「People Want to Hear About Love）
- ニコ・シーガル - トランペット（「People Want to Hear About Love）
- ジョー・ヤンキー（ニール・ヤングの変名） - ベース（「マザー・アース）
- ビル・ピーターソン - フリューゲルホルン（「アフター・ザ・ゴールドラッシュ）
- チャリッサ・ネルソン、ウィンディ・ワグナー、クリスティン・ヘルフェリッチ・ガター、スザンヌ・ウォーターズ、エリック・ブラッドリー、ジェラルド・ホワイト、ジャスパー・ランドール、ブライアン・チャップマン - スタジオ・バッキング・ヴォーカル
- ダレル・ブラウン - スタジオ・バッキング・ヴォーカル・アレンジ

制作スタッフ
- ニール・ヤング - プロデューサー, ミキシング, 野生動物レコーディング
- ジョン・ハンロン - プロデューサー, ミキシング, 野生動物レコーディング
- エリック・リン - エンジニア、野生動物レコーディング
- ジョニー・ブリック - アシスタントエンジニア、ワイルドライフ・レコーディング
- ティム・マリガン - ライブ・ミックス、レコーディング
- デイヴ・ロア - ライブ・ミックス、レコーディング
- ダナ・ニールセン - スタジオ・バッキング・ヴォーカル録音
- ジェイク・ヴァレンタイン - スタジオ・バッキング・ヴォーカル録音アシスタント
- ジョーイ・ヴィタス - スタジオ・バッキング・ヴォーカル録音アシスタント
- ビリー・センテナロ - スタジオバッキングボーカル録音アシスタント
- ケヴィン・スミス - 野生動物レコーディング
- ウイル・ミッチェル - ワイルドライフ・レコーディング
- クリス・ベルマン - マスタリング
- ゲイリー・バーデン、ジェニス・ヘオ - アートディレクション、デザイン
- DH ラブライフ - 地球ジャケットのロゴデザインとペイント、裏表紙と中表紙の写真撮影
- リチャード・ハマー - CDレーベル写真